# Apostel-Andreas-Kirche (Berlin)

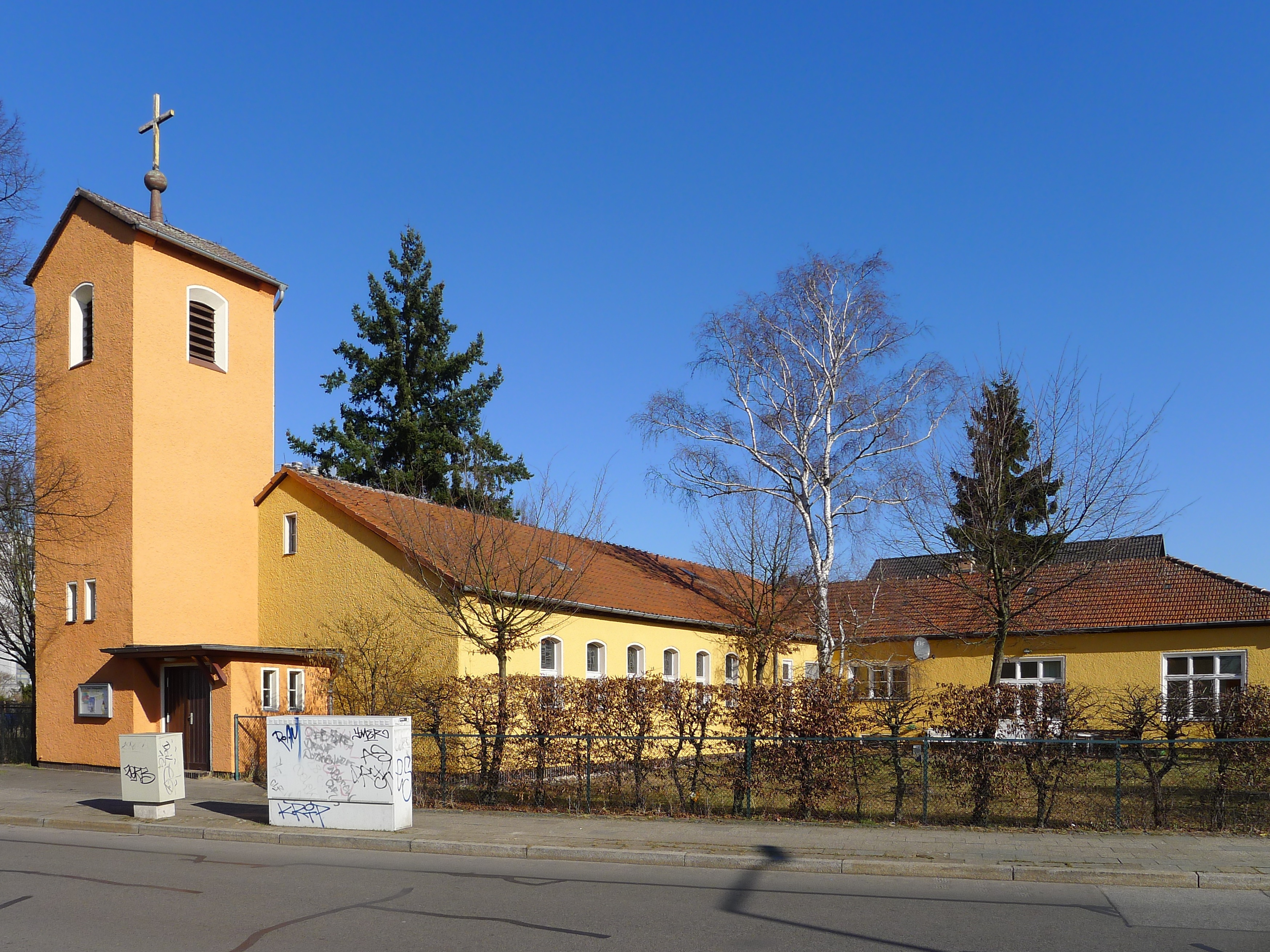
Apostel-Andreas-Kirche

Die Apostel-Andreas-Kirche (ⓘ), entworfen von Paul Poser, war eine evangelische Kirche an der Schlitzer Straße 46, Ecke Eichhorster Weg im Berliner Ortsteil Wittenau des Bezirks Reinickendorf.
Ende 2022 wurde die Kirche abgerissen und auf dem Grundstück eine Kindertagesstätte gebaut.

## Geschichte
Die Kirche wurde 1936–1937  als Gemeindeheim errichtet und nach Adolf Stoecker benannt. Es gehörte ursprünglich zur Gemeinde der Dorfkirche Wittenau und wurde 1963 von der Apostel-Petrus-Gemeinde übernommen. Nachdem 1969 diese Gemeinde geteilt wurde, erhielt die neu gegründete Gemeinde das Gemeindeheim als Kirche. Sie wählte den Apostel Andreas zum Namenspatron. 2001 ging aus den ehemaligen Kirchengemeinden Apostel Andreas und In den Rollbergen die evangelische Felsen-Kirchengemeinde hervor. Sie behielt beide Predigtstätten bei, das Gemeindezentrum Rollberge in der Titiseestraße 7 und die Kirche am Eichhorster Weg 56.

## Baubeschreibung
Der eingeschossige Gebäudekomplex gliederte sich in zwei rechtwinklig zueinander angeordnete Gebäudetrakte. Er orientierte sich im Architekturstil an den massiven Häusern der Siedlung Neue Zeit in der Nachbarschaft. Der Mauerwerksbau war verputzt. Das Bauwerk war zwar für die Gattung der Gemeindeheime der 1930er Jahre typisch, durch ihren Glockenturm mit Satteldach und einfachen Klangarkaden, der links am Giebel stand, war sie aber städtebaulich als Kirche leicht zu erkennen. In der Glockenstube hing ein Geläut aus zwei Bronzeglocken:
| Gießjahr      | Gießerei                | Schlagton | Gewicht (kg) | Durchmesser (cm) | Höhe (cm) | Krone (cm) |
| ------------- | ----------------------- | --------- | ------------ | ---------------- | --------- | ---------- |
| Mitte 18. Jh. | unbekannt               | b'        | 289          | 83               | 64        | 14         |
| 1960          | Petit & Gebr. Edelbrock | cis"      | 220          | 71               | 57        | 12         |

Die Saalkirche, außen mit einem Satteldach bedeckt, innen mit einer Flachdecke aus Holz versehen, hatte fünf Fensterachsen und einen eingezogenen Chor. Sie erhielt ab 1951 die Prinzipalien. Den Altar mit geschnitzten Symbolen und einem Kruzifix, das Relief an der Kanzel und das Taufbecken schuf der Bildhauer Groß. Die silbernen Geräte für den Abendmahlsgottesdienst stammen vom Goldschmied Riffelmacher, die Altarleuchter vom Kunstschmied Fritz Kühn. Die zwölf segmentbogigen Glasfenster wurden nach Entwürfen von Margarethe Grosser bei Puhl & Wagner gefertigt.

## Orgel
Die Orgel wurde 1961 von der Firma Walcker erbaut.
| I Manual C–g3 |    |
| Holzgedackt   | 8′ |
| Principal     | 4′ |
| Rohrflöte     | 4′ |
| Mixtur II–III |    |

| II Manual C–g3 |    |
| Quintadena     | 8′ |
| Nachthorn      | 4′ |
| Schwiegel      | 2′ |

| Pedal C–f1 |     |  |
| Subbass    | 16′ |  |

- Koppeln: II/I, I/P, II/P[1]